# Akele Akele
Clinton Akele Akele Oto'o, née le 5 août 2000, est une karatéka camerounaise.

## Carrière
Elle remporte la médaille de bronze en kata individuel lors des Championnats d'Afrique de karaté 2018.
Elle est cinquième du kata individuel lors des Jeux africains de plage de 2019 à Sal et aux Championnats d'Afrique de karaté 2019.
Elle est médaillée de bronze en kata individuel lors des Jeux africains de 2019 à Rabat.